# St. Jude’s Highway
St. Jude’s Highway ist eine Siedlung im Quarter (Distrikt) Vieux Fort im Süden des Inselstaates St. Lucia in der Karibik. 2015 hatte der Ort 466 Einwohner.

## Geographie
Der Ort liegt am Ostrand des Tales der Grande Rivière de l’Anse Noire und ist durch die Durchgangsstraße geprägt. Im Umkreis liegen die Siedlungen Augier, Derierre Bois und Obrier (N), La Retraite (O), Beauséjour (SO), und Cantonement (W). Der namengebende St Jude’S Highway ist eine wichtige Verbindungsstraße.

## Klima
Nach dem Köppen-Geiger-System zeichnet sich St. Jude’s Highway durch ein tropisches Klima mit der Kurzbezeichnung Af aus.